# Keeping Up with the Joneses (película)
Keeping Up with the Joneses es una película estadounidense de 2016 de acción y comedia dirigida por Greg Mottola y escrito por Michael LeSieur. La película está protagonizada por Jon Hamm, Zach Galifianakis, Gal Gadot, Isla Fisher y Maribeth Monroe. La película fue estrenada el 21 de octubre de 2016 por Walt Disney Studios Motion Pictures.

## Argumento
Karen y Jeff Gaffney son una pareja con dos hijos que empiezan a notar algo raro en los nuevos vecinos Tim y Natalie Jones una pareja con mucha buena onda.

## Reparto
- Zach Galifianakis como Jeff Gaffney.
- Isla Fisher como Karen Gaffney.
- Jon Hamm como Tim Jones.
- Gal Gadot como Natalie Jones.
- Maribeth Monroe como Meg Craverston.
- Michael Liu como Yang.
- Matt Walsh como Dan Craverston.
- Ari Shaffir como Oren.
- Patton Oswalt como Bruce.
- Kevin Dunn

## Producción
En marzo de 2014, se anunció que Greg Mottola dirigirá la película a partir de un guion de Michael LeSieur, con Fox 2000 Pictures teniendo como favoritos a Jon Hamm y Zach Galifianakis para protagonizarla, mientras que Walter Parkes y Laurie MacDonald iban a producir bajo su Parkes + MacDonald Image Nation banner, y Marc Resteghini como productor ejecutivo. En octubre de 2014, Isla Fisher se unió al elenco de la película, además de confirmar a Hamm y Galifianakis. En febrero de 2015, Gal Gadot estaba en negociaciones para protagonizar la película. En abril de 2015, Maribeth Monroe y Matt Walsh se unieron al elenco de la película.

### Rodaje
La fotografía principal de la película comenzó el 20 de abril de 2015 en Atlanta, Georgia.

## Estreno
La película fue originalmente programada para ser estrenada el 1 de abril de 2016. Se retrasó hasta el 21 de octubre.